# Прекрасная Маргарет
«Прекрасная Маргарет» (англ. Fair Margaret или Margaret) — историко-приключенческий роман Генри Райдера Хаггарда, написанный в 1907 году.

## Персонажи
- Питер Брум — молодой английский рыцарь.
- Маргарет Кастелл — красавица-дочь Джона Кастелла.
- Джон Кастелл — лондонский купец, иудей. Отец Маргарет.
- дон Карлос, маркиз Морелла — испанский гранд с примесью крови мавров.
- Элизабет (Бетти) Дин — кузина Маргарет, пышная блондинка, мечтающая о выгодном браке.
- Инесса — придворная дама в замке Мореллы.
- отец Энрике — жуликоватый священник из Мотриля.
- капитан Смит — шкипер английского судна, друг Джона Кастелла.
- Фердинанд Арагонский и Изабелла Кастильская — король и королева Испании.
- Хуан Бернальдес - испанский компаньон и друг Джона Кастелла

## Сюжет
Испанский гранд маркиз Морелла, находясь с дипломатическим поручением в Лондоне при дворе Генриха VII (1485-1509), влюбляется в прекрасную брюнетку Маргарет, дочь богатого купца Джона Кастелла. Но её сердце уже отдано молодому англичанину Питеру Бруму, потерявшему всё своё состояние из-за того, что его семья поддерживала Ричарда III, а отец погиб вместе с последним в исторической битве при Босворте 22 августа 1485 года. Получив при своем сватовстве отказ, маркиз похищает Маргарет и её кузину, белокурую Бетти Дин, после чего увозит девушек в Испанию. Джон Кастелл и Питер Брум в попытке спасти своих близких зафрахтовывают судно, и тоже отплывают к испанским берегам. Кастелла не останавливает даже то обстоятельство, что в Испании ему угрожает смерть: он — еврей, не отказавшийся от веры своих отцов, а власти страны жестоко преследуют иудеев.
Питера, раненого при попытке спасти Маргарет, вместе с Кастеллом берут в плен, и доставляют в замок Мореллы. Маркиз, не испытывая ненависти к Питеру и Кастеллу, которого он считает своим будущим тестем, не только оставляет пленников в живых, но даже предоставляет Питеру относительную свободу. Однажды Питер знакомится с Инессой — бывшей возлюбленной Мореллы, которую тот бросил, узнав, что она ждет ребенка. Питер узнает, что маркиз – один из сильнейших феодалов страны, которого опасается даже правящая чета: в его жилах течет королевская кровь, и он тоже имеет право на испанский престол. Становится ясным, что силой Мореллу не одолеть. Однако Инесса, ненавидящая предателя-маркиза, придумывает хитрый план: Маргарет притворно соглашается на брак с испанцем, а потом, поменявшись одеждой с Бетти, покидает замок вместе с Питером, и подает королю жалобу на произвол маркиза. В это время Бетти, мечтавшая стать женой гранда, и предварительно перекрасив волосы и загримировавшись под Маргарет, выходит замуж за Мореллу, которого Инесса одурманила снадобьем.
Мореллу вызывают в столицу на суд, где он, в свою очередь, обвиняет Маргарет, Бетти и Питера в обмане и подлоге. Маркиз требует признать его брак с Бетти недействительным. Начинается долгая судебная тяжба, во время которой обе стороны предъявляют весомые доказательства. Судьи, зайдя в тупик, решают закончить дело Божьим судом: Питер и Морелла должны устроить дуэль на мечах. Повергнув маркиза в тяжелом поединке, Питер уже готов прикончить его, но на поле боя неожиданно выбегает Бетти, желая спасти мужа-аристократа. Схватив меч испанца, Бетти наступает на Питера, и ошеломленный англичанин складывает оружие. Морелла спасен, но жестоко опозорен. Испанская королева Изабелла, довольная возможностью пошатнуть позиции опасного соперника, признает законным брак Мореллы и Бетти.
Однако в процессе суда вскрылся тот факт, что Кастелл — иудей. Королева, ненавидящая евреев, приговаривает Кастелла к сожжению на костре. Не без помощи Инессы героям удается спасти отца Маргарет и вернуться в Англию. Через несколько лет их навещает Бетти со своим сыном — наследником Мореллы. Сам Морелла умер: в обществе над ним постоянно издевались, напоминая о позорном завершении поединка, все его надежды на узурпацию престола потерпели крах, и ему не хотелось жить. С Бетти приехала и Инесса. Автор даёт нам понять, что она любит Питера, который тоже чувствует к ней большую симпатию. Но Инесса отходит в сторону, не желая мешать его отношениям с Маргарет.